# Джорджіо Вентурін
Джорджіо Вентурін (італ. Giorgio Venturin, нар. 9 липня 1968, Боллате, Італія) — італійський футболіст, що грав на позиції півзахисника. Дворазовий володар Суперкубка Італії з футболу, дворазовий володар Кубка Італії, володар Кубка Мітропи, володар Кубка Кубків УЄФА. По завершенні ігрової кар'єри — тренер.
Виступав, зокрема, за клуби «Торіно» та «Лаціо», а також національну збірну Італії.

## Клубна кар'єра
Народився 9 липня 1968 року в місті Боллате. Вихованець футбольної школи клубу «Торіно». Дорослу футбольну кар'єру розпочав 1987 року в команді того ж клубу, де виступав з перервами до 1994 року. 
З 1988 по 1991 рік на правах оренди виступав у складі команд клубів «Козенца» та «Наполі». Протягом цих років виборов титул володаря Суперкубка Італії з футболу.
1991 року повернувся з оренди до «Торіно», з яким виграв Кубок Мітропи. Цього разу відіграв за туринську команду наступні три сезони своєї ігрової кар'єри. Більшість часу, проведеного у складі «Торіно», був основним гравцем команди. За цей час додав до переліку своїх трофеїв титул володаря Кубка Італії.
1994 року перейшов до «Лаціо», а 1995 відправився в оренду в «Кальярі».
1996 року повернувся до клубу «Лаціо». Цього разу провів у складі його команди три сезони. За цей час додав до переліку своїх трофеїв ще один титул володаря Суперкубка Італії з футболу, знову ставав володарем Кубка Італії, володарем Кубка Кубків УЄФА.
З 1999 по 2003 рік продовжував кар'єру в клубах «Атлетіко», «Торіно» та «Таранто».
Завершив професійну ігрову кар'єру у клубі «Лодіджані», за команду якого виступав протягом 2004—2005 років.

## Виступи за збірні
Протягом 1989–1990 років залучався до складу молодіжної збірної Італії. На молодіжному рівні зіграв у 8 офіційних матчах.
1992 року провів перший і останній матч у складі національної збірної Італії.

## Кар'єра тренера
Розпочав тренерську кар'єру невдовзі по завершенні кар'єри гравця, 2007 року, увійшовши до тренерського штабу клубу «Чиско Рома». Наразі досвід тренерської роботи обмежується цим клубом.
| Дата       | Місто  | Господарі | Результат | Гості    | Турнір    | Голи | Примітки |
| ---------- | ------ | --------- | --------- | -------- | --------- | ---- | -------- |
| 04/06/1992 | Бостон | Італія    | 2 – 0     | Ірландія | Кубок США | -    | 46'      |
| Усього     |        | Матчів    | 1         |          | Голів     | 0    |          |

## Титули і досягнення
- Володар Суперкубка Італії з футболу (2):

«Наполі»:  1990
«Лаціо»:  1998
- Володар Кубка Італії (2):

«Торіно»:  1992-93
«Лаціо»:  1997-98
- Володар Кубка Мітропи (1):

«Торіно»:  1991
- Володар Кубка Кубків УЄФА (1):

«Лаціо»:  1998-99